# Polly (actriz)
Paulina Peña, más conocida como Polly, es una actriz y cantante mexicana.

## Biografía
Inició su carrera como cantante en 1980 cantando en Musicales de TV y Teatro de Comedia Musical.  Posteriormente en 1982 concursó en el festival OTI. Desde 1990 hasta la fecha canta en varios centros nocturnos y bares en México, principalmente en el bar del Hotel Prim, La Cueva De Rodrigo de la Cadena y eventos particulares. Hasta la fecha ha lanzado once discos como cantante. 
Su carrera como actriz inicia en la telenovela Mañana es primavera (1983). Desde entonces ha actuado en telenovelas como Simplemente María (1989),  Camila (1998), Tres mujeres (1999), Niña amada mía (2003), entre otras. En cine actuó en las películas Abuso (2001) y Juntos (1985); así como en el Cortometraje Hyenna's Blood (Nicolás Caicoya, 2013). También en teatro ha actuado en obras como Mame, Jesucristo Superestrella, ¿Y conmigo por qué no?, Sonata de ausencia, Vaselina, Los tres mosqueteros, Kumán y la zarzuela, El huésped del sevillano.

## Filmografía

### Telenovelas
- Regalo de amor (2025)
- Eternamente amándonos (2023)
- Mi secreto (2022) .... Licha
- Te doy la vida (2020) .... Abogada
- Por amar sin ley (2018-2019) .... Alicia
- Despertar contigo (2016-2017) .... Matilde
- Mujeres de negro (2016) .... Angélica
- Las amazonas (2016) .... Doctora
- La vecina (2015-2016) .... Leila
- Muchacha italiana viene a casarse (2014-2015) .... Viridiana
- Por siempre mi amor (2013)
- Abismo de pasión (2012) .... Amiga de Alfonsina
- Que bonito amor (2012)
- Por ella soy Eva (2012) .... Sra. de Lorca
- La que no podía amar (2011) .... Elena
- Zacatillo, un lugar en tu corazón (2010) .... Chabela
- En nombre del amor (2008-2009) .... Melannie
- Querida enemiga (2008) .... Fanny
- Lola érase una vez (2007-2008) .... Pita Del Villar
- Mundo de fieras (2006-2007) .... Maggie
- Rebelde (2004) .... Sra. Dos Santos de Urcola
- Amar otra vez (2003-2004) .... Josefina
- Niña amada mía (2003) .... Lic. Ibáñez
- Clase 406 (2002-2003) .... Emiliana Askenazi
- Cómplices al rescate (2002) .... Maestra Glafira
- El juego de la vida (2001-2002) .... Leticia Guzmán
- El noveno mandamiento (2001) .... Zulema
- Por un beso (2000) .... Micaela "Mica" Ornelas (joven)
- Tres mujeres (1999-2000) .... Sofía
- Por tu amor (1999) .... Pilar
- Camila (1998-1999) .... Julieta
- Sin ti (1997-1998) .... Aurelia
- Mi querida Isabel (1996) .... Catalina (Joven)
- María la del barrio (1995) .... Enfermera
- La pícara soñadora (1991)
- Simplemente María (1989)
- Mi segunda madre (1989) .... Brenda
- Rosa salvaje (1987-1988) .... América
- Cuna de lobos (1986) .... Enriqueta
- Eclipse (1984) .... Pilar
- Mañana es primavera (1982-1983) .... Cecilia
- Chispita (1982).... Gladys

### Series de televisión
- Como dice el dicho
- La Rosa de guadalupe (2019)
- La rosa de Guadalupe (2008) (3 episodios: "Éxtasis" (2008) como Rita; "Seguir el amor" (2008) como Laura; y "Popular" (2008) como Itzel)
- XHDRBZ (2007) (1 episodio: "Lucha de empleos" .... Compradora)
- Vecinos (2006-2008) (2 episodios: "Vendedora de Tuppers" (2008) como Secretaria y "Competencia de Hot Dogs" (2006) como Secretaria)
- La familia P. Luche (2007) (1 episodio: "Guerra de negocios" como Mujer que cachetea a Ludovico)
- ¿Qué nos pasa? (1998) (Invitada especial, 1 episodio)
- Mujer, casos de la vida real (Actuó en más 20 episodios durante 1984 a 2006)

### Películas
- Juntos (1985)
- Abuso (2001) .... Polly

### Teatro
- Mamé
- Jesucristo Superestrella
- ¿Y conmigo por qué no?
- Sonata de ausencia
- Vaselina
- Los tres mosqueteros
- Kumán y la zarzuela
- El huésped del sevillano